# Pterocarpus heyneanus
Pterocarpus heyneanus là một loài thực vật có hoa trong họ Đậu. Loài này được (Graham) Kuntze miêu tả khoa học đầu tiên năm 1891.